# Памятный знак месту переправы через реку Днепр партизан и регулярных частей красной армии (Загатка)
Памятный знак месту переправы через реку Днепр партизан и регулярных частей красной армии или Памятный знак на месте форсирования реки Днепр советскими войсками в сентябре 1943 года — памятник истории местного значения возле села Загатка.

## История
Решением исполкома Черниговского областного совета народных депутатов трудящихся от 31.05.1971 № 286 присвоен статус памятник истории местного значения с охранным № 3502 под названием Памятный знак месту переправы через реку Днепр партизан и регулярных частей красной армии.
Приказом Департамента культуры и туризма, национальностей и религий Черниговской областной государственной администрации от  № для памятника истории используется название Памятный знак на месте форсирования реки Днепр советскими войсками в сентябре 1943 года.

## Описание
Памятный знак был установлен в 1978 году в 3 км от центра села Навозы (сейчас Днепровское) — возле села Загатка на левой стороне старого русла Днепра в районе речного причала.
На этом месте 18-23 сентября 1943 года партизанские соединения им. Коцюбинского, им. Щорса и «За Родину» возвели переправу через Днепр и удерживали её до похода частей 211-й стрелковой дивизии, обеспечив форсирование Днепра в этом районе.
Памятный знак представляет из себя два вертикальных бетонных пилона на бетонном подиуме. На них закреплена чугунная доска с мемориальной надписью. Общая высота — 3,3 м.